# Sugar Bowl 2020
Match précédent Match suivant
Le Sugar Bowl 2020 est un match de football américain de niveau universitaire joué après la saison régulière de 2019, le 1er janvier 2020 au Mercedes-Benz Superdome de La Nouvelle-Orléans dans l'État du Louisiane aux États-Unis.
Il s'agit de la 106e édition du Sugar Bowl.
Sponsorisé par la société Allstate, le match est officiellement dénommé le Allstate Sugar Bowl 2019.
Le match met en présence l'équipe des Bulldogs de la Géorgie issue de la Big 12 Conference et l'équipe des Bears de Baylor issue de la Big 12 Conference.
Il débute à 20 h 45 locales et est retransmis à la télévision par ESPN .
Georgia gagne le match sur le score de 26 à 14.

## Présentation du match
Il s'agit de la 5e première rencontre entre ces deux équipes, Georgia ayant remporté les quatre matchs déjà joués.
| Équipes                                                                                         | Conférences | Entraîneurs     | Stats. saison rég. | Classements avant le bowl | Classements avant le bowl | Classements avant le bowl |
| ----------------------------------------------------------------------------------------------- | ----------- | --------------- | ------------------ | ------------------------- | ------------------------- | ------------------------- |
| Équipes                                                                                         | Conférences | Entraîneurs     | Stats. saison rég. | CFP                       | AP                        | Coaches                   |
| Bulldogs de la Géorgie                                                                          | SEC         | Kirby Smart     | 11 - 2             | #5                        | #5                        | #5                        |
| Bears de Baylor                                                                                 | B12         | Matt Rhule (en) | 11 - 2             | #7                        | #8                        | #8                        |
| - Arbitre : Jerry McGinn (Big Ten) - Équipe donnée favorite par les bookmakers : Georgia by 4.5 |             |                 |                    |                           |                           |                           |

### Bears de Baylor
Avec un bilan global en saison régulière de 10 victoires et 2 défaites (8-1 en matchs de conférence) et une défaite en finale de conférence contre #4 Oklahoma, Baylor est éligible et accepte l'invitation pour participer au Sugar Bowl 2020.
Ils terminent 2e de la Big Ten Conference derrière #4 Oklahoma. À l'issue de la saison 2019 (bowl non compris), ils seront classés #7 au classement CFP et #8 au classement AP et Coaches.
Il s'agit de leur 2e participation au Sugar Bowl après leur victoire 13 à 7 sur Tennessee au terme de la Saison 1956 (Sugar Bowl 1957).
| Postes      | Joueurs        | Statistiques                                                      |
| ----------- | -------------- | ----------------------------------------------------------------- |
| Quarterback | Charlie Brewer | 227/348 passes réussies pour 2 950 yards, 20 TDs, 6 interceptions |
| Coureur     | Johne Lovett   | 100 courses pour 637 yards nets gagnés et 5 TDs                   |
| Receveur    | Denzel Mims    | 61 réceptions pour 945 yards et 11 TDs                            |

### Bulldogs de la Géorgie
Avec un bilan global en saison régulière de 10 victoires et 2 défaites (7-1 en matchs de conférence) et une défaite en finale de conférence SEC (battus par #1 LSU), Georgia est éligible et accepte l'invitation pour participer au Sugar Bowl 2020.
Ils terminent 1er de la East Division de la Southeastern Conference. À l'issue de la saison 2019 (bowl non compris), ils seront classés #5 aux classements CFP, AP et Coaches.
Il s'agit de leur 11e participation au Sugar Bowl (4 victoires pour 6 défaites), leur dernière étant une défaite 21 à 28 contre Texas au terme de la saison 2018 (Sugar Bowl 2019).
| Postes      | Joueurs             | Statistiques                                                      |
| ----------- | ------------------- | ----------------------------------------------------------------- |
| Quarterback | Jake Fromm (en)     | 214/355 passes réussies pour 2 610 yards, 22 TDs, 5 interceptions |
| Coureur     | Dandre Swift        | 195 courses pour 1 216 yards nets gagnés et 7 TDs                 |
| Receveur    | George Pickens (en) | 37 réceptions pour 552 yards et 7 TDs                             |

## Résumé du match
Résumé, vidéo et photos sur la page du site francophone The Blue Pennant.
Début du match à  20 h 01, fin à  23 h 34 pour une durée totale de jeu de 03 h 31 min, températures de 22 °C, joué en indoors.
| QT            | Temps         | Drive         | Drive         | Drive         | Équipe        | Description de l'action | Score | Score |
| ------------- | ------------- | ------------- | ------------- | ------------- | ------------- | --- | ----- | ----- |
| QT            | Temps         | Jeux          | Yards         | TDP           | Équipe        | Description de l'action | BAY   | UGA   |
| 1             | 00:49         | 6             | 74            | 02:14         | UGA           | FG de 24 yards par K Rodrigo Blankenship | —     | 3     |
| 2             | 12:28         | 8             | 85            | 02:32         | UGA           | TD de 27 yards à la suite d'une passe de QB Jake Fromm réceptionnée par WR George Pickens + 1 point de conversion par K Rodrigo Blankenship            | —     | 10    |
| 2             | 08:08         | 9             | 45            | 03:36         | UGA           | FG de 31 yards par K Rodrigo Blankenship | —     | 13    |
| 2             | 01:51         | 7             | 71            | 02:52         | UGA           | TD de 16 yards à la suite d'une passe de QB Jake Fromm réceptionnée par WR Matt Landers mais la tentative de conversion à 2 points par la passe échoue | —     | 19    |
| 3             | 12:14         | 8             | 75            | 02:46         | BAY           | TD de 12 yards à la suite d'une passe de QB Brewer Charlie réceptionnée par WR Mims Denzel + 1 point de conversion par K Mayers John                   | 7     | —     |
| 3             | 07:16         | 7             | 47            | 02:46         | UGA           | TD à la suite d'une course de 13 yards par RB Zamir White + 1 point de conversion par K Rodrigo Blankenship                                            | —     | 26    |
| 3             | 04:10         | 8             | 75            | 03:01         | BAY           | TD à la suite d'une course de 1 yard par QB Brewer Charlie + 1 point de conversion par K Mayers John                                                   | 14    | —     |
| Score final : | Score final : | Score final : | Score final : | Score final : | Score final : | Score final : | 14    | 26    |

## Statistiques
| Nom                 | Équipe                 | Poste |
| ------------------- | ---------------------- | ----- |
| George Pickens (en) | Bulldogs de la Géorgie | WR    |

| Statistiques                           | Bulldogs de la Géorgie                                  | Bears de Baylor                                        |
| -------------------------------------- | ------------------------------------------------------- | ------------------------------------------------------ |
| 1er down                               | 19                                                      | 21                                                     |
| 1er down à la course                   | 9                                                       | 4                                                      |
| 1er down à la passe                    | 9                                                       | 12                                                     |
| 1er down suite pénalité                | 1                                                       | 5                                                      |
| Conversion de 3e down                  | 5/16                                                    | 8/18                                                   |
| Conversion de 4e down                  | 1/1                                                     | 0/3                                                    |
| Jeux–yards                             | 70 jeux pour 380 yards                                  | 78 jeux pour 295 yards                                 |
| Yards à la course                      | 40 courses pour 130 yards (moyenne de 3,3 yards/course) | 28 courses pour 61 yards (moyenne de 2,2 yards/course) |
| Yards à la passe                       | 250                                                     | 234                                                    |
| Passes : Réussies-Tentées-Interceptées | 20/30 passes complétées, 0 interception                 | 28/50 passes complétées, 2 interceptions               |
| Réussite en zone rouge/chances         | 4/4                                                     | 2/2                                                    |
| TD                                     | 3                                                       | 2                                                      |
| Field Goals                            | 2/2                                                     | 0/0                                                    |
| Sacks (Nombre-Yards)                   | 3 pour 15 yards adverses perdus                         | 3 pour 12 yards adverses perdus                        |
| Fumbles (Nombre/Perdus)                | 0/0                                                     | 2/1                                                    |
| Pénalités (Nombre/Yards perdus)        | 6 pour 82 yards perdus                                  | 10 pour 90 yards perdus                                |
| Temps de possession                    | 32:23                                                   | 27:37                                                  |

| Bulldogs de la Géorgie |                     |                                                                                              |
| Quarterback            | Jake Fromm (en)     | 20/30 passes complétées, 250 yards, 0 interception, 2 TDs, 3 sacks subis, QB Rating de 158,7 |
| Meilleur coureur       | Zamir White         | 18 courses pour 92 yards nets gagnés, 1 TD, moyenne de 5,1 yards/course                      |
| Meilleur receveur      | George Pickens (en) | 12/15 réceptions pour 175 yards gagnés, 1 TD                                                 |
| Meilleur tackler       | D.F. Daniel         | 8 tacles en solo                                                                             |
| Bears de Baylor        |                     |                                                                                              |
| Quarterback            | Charlie Brewer      | 24/41 passes complétées, 211 yards, 1 interception,1 TD, 2 sacks subis, QB Rating de 104,9   |
| Meilleur coureur       | Trestan Ebner       | 5 courses pour 23 yards nets gagnés, 0 TD, moyenne de 4,6 yards/course                       |
| Meilleur receveur      | Denzel Mims (en)    | 5/7 réceptions pour 75 yards gagnés, 1 TD                                                    |
| Meilleur tackler       | Chris Miller        | 8 tacles dont 7 en solo, 1 TFL (1 yard)                                                      |